# STAL Dovern
Dovern var en jetmotor som tillverkades vid STAL i Finspång på beställning av Flygförvaltningen för montering i det nya flygplanet Saab 32 Lansen.

## Historik
Motorn som fått sitt namn efter sjön Dovern utanför Finspång, var en vidareutveckling av Skuten-motorn. Konstruktionsarbetet på Dovern inleddes årsskiftet 1947-1948. Motorn var från början beräknad för en dragkraft på 3 000 kp men den sista versionen av experimentmotorerna Dovern II gav 3 300 kp.
Hela motoraggregatet väger 1 220 kg, och har en bränsleförbrukning på 4 000 liter i timmen, längden är 3 850 mm med en diameter av 1 095 mm. Motorn har en enkel och konventionell konstruktion med en nio-stegs axialkompressor, nio brännkammare och en enstegs axialturbin. Den kunde dessutom förses med en efterförbrännare. 
Första motorn provkördes 2 februari 1950 i en provbänk placerad i en specialbyggnad på STAL:s industritomt inne i Finspång. Här utfördes provkörningar dygnet runt tills man nådde över 3 000 timmars gångtid. Vid flygproven med Flygvapnets Avro Lancaster visade motorn en del egenheter som man till en början hade stora besvär att rätta till. Vid vissa hastigheter pumpade kompresson, detta medförde att motorn förlorade dragkraften. Innan man lyckades lösa pumpbenägenheten blev man tvungna att prova med över 100 olika kompressorvarianter. Andra problem var att brännkamrarna inte höll och att det blev skovelbrott i turbinen, men dessa svårigheter kunde relativt enkelt övervinnas. Sedan ett tiotal leveransklara motorer hade tillverkats år 1952, avbröt flygförvaltningen samarbetet med STAL, för att i stället köpa licenstillverkade Rolls-Royce Avon från Svenska Flygmotor AB (SFA) i Trollhättan.
STAL valde att vidareutveckla "Dovern" till en industriturbin. Resultatet blev en extremt pålitlig och robust gasturbin som såldes under namnet GT-35 och senare SGT-500. 2015 finns den kvar i produktion dock kraftigt vidareutvecklad. Viss utveckling pågår fortfarande, framförallt på bränslesidan.
För sitt arbete med Skuten, Dovern och Glan tilldelades Curt Nicolin Flygtekniska Föreningens Thulinmedalj i silver och Ingenjörsvetenskapsakademins guldmedalj.